# Stapeliinae
Stapeliinae là danh pháp khoa học của một phân tông thực vật có hoa trong tông Ceropegieae thuộc phân họ Asclepiadoideae của họ Apocynaceae. Với khoảng 700 loài, phân tông này chủ yếu phân bố ở châu Phi nhưng cũng có nhiều loài ở châu Á.

## Phân loại
Phân tông này gồm 38 chi như sau:
- Nhóm thân không mọng nước:
  - Brachystelma: Đa ngành và lồng sâu trong Ceropegia.[6][7][8][9] WCSPF coi là đồng nghĩa của Ceropegia.[10]
  - Ceropegia - chi điển hình của tông Ceropegieae.
- Nhóm thân mọng nước, lá tiêu giảm (Stapeliads):
  - Anomalluma: WCSPF coi là đồng nghĩa của Pseudolithos.[11]
  - Apteranthes
  - Australluma
  - Ballyanthus
  - Baynesia
  - Boucerosia
  - Caralluma
  - Caudanthera
  - Desmidorchis
  - Duvalia
  - Duvaliandra
  - Echidnopsis
  - Edithcolea
  - Frerea
  - Hoodia
  - Huernia
  - Larryleachia
  - Lavrania
  - Monolluma
  - Notechidnopsis
  - Ophionella
  - Orbea (gồm cả Orbeanthus)
  - Pectinaria
  - Piaranthus
  - Pseudolithos
  - Quaqua
  - Rhytidocaulon
  - Richtersveldia
  - Socotrella
  - Stapelia (gồm cả Gonostemon) - chi điển hình của phân tông.
  - Stapelianthus
  - Stapeliopsis
  - Tavaresia
  - Tridentea
  - Tromotriche
  - White-sloanea

### Các chi pha tạp
Các chi pha tạp (nothogenus) bao gồm: × Brachypelia, × Carapelia, × Duvaliaranthus, × Tromostapelia.

## Đặc điểm
Các chi trong nhóm Stapeliads ở các mức độ khác nhau đều là thực vật có thân mọng nước. Nhiều loài trông giống như xương rồng, mặc dù chúng không có quan hệ họ hàng gần, và đây là một ví dụ của tiến hóa hội tụ. Thân cây thường là góc cạnh, chủ yếu là 4 cạnh về tiết diện, nhưng ở một số loài thì là 6 hoặc hơn, với một số loài của chi Hoodia có trên 30 cạnh. Về kích thước chúng dao động từ dưới 2,5 cm (1 inch) chiều dài cho tới cao trên 2 m (6 ft). Lá ở phần lớn các loài tiêu giảm thành dạng không phát triển đầy đủ, đôi khi cứng lại và giống như gai, sắp xếp trên các bướu hay mấu trên các góc. Tuy nhiên một số loài vẫn có các lá có thể nhận dạng, như Frerea indica ở Ấn Độ hay một số loài thuộc chi Tridentea. Stapeliads phổ biến nhất trong khu vực có khí hậu khô và nóng. Tại châu Phi có 2 khu vực tách biệt nơi Stapeliads có sự đa dạng lớn nhất là đông bắc và miền nam châu Phi. Một vài loài là đặc hữu đảo nhỏ Socotra ngoài khơi vùng Sừng châu Phi. Bán đảo Ả Rập, và đáng chú ý là tại Yemen, cũng là một khu vực có sự đa dạng lớn về loài. Một số loài tìm thấy trong vùng khí hậu khô ở Pakistan, Afghanistan, Ấn Độ, Nepal Trung Quốc, Myanmar và Việt Nam. Một loài là Caralluma europea sinh sống tại tây nam châu Âu, trong phần xa nhất về phía nam của bán đảo Iberia. Stapeliads thường được coi là nhóm đỉnh cao trong phạm vi họ Apocynaceae do chúng thường có hoa với cấu trúc phức tạp. Một số khía cạnh nhất định trong các bộ phận sinh sản này giống như các hệ thống thụ phấn ở họ Lan (Orchidaceae) và đây là ví dụ về tiến hóa song song, mặc dù cả hai nhóm này không có quan hệ họ hàng nhưng chúng đã phát triển các biện pháp tương tự mặc dù không đồng nhất để đạt được mục đích cuối cùng là thụ phấn và sinh sản. Phần lớn các loài Stapeliads thụ phấn nhờ côn trùng là ruồi nhặng, do chúng bị thu hút bởi mùi giống như phân hay thịt thối tỏa ra từ các bông hoa. Nhiều hoa có hình dáng bề ngoài giống như xác chết động vật đang thối rữa, dẫn tới việc người ta gọi chúng là hoa xác thối. Tuy nhiên, không phải mọi loài Stapeliads đều tỏa mùi hôi thối hay thu hút ruồi nhặng. Một số loài thụ phấn nhờ bọ cánh cứng, ong, bướm ngày hay bướm đêm. Hoa của Stapeliads có kích thước dao động từ vài milimét như ở Echidnopsis và Pseudolithos cho tới kích thước đường kính 40 cm (16 inch) ở Stapelia gigantea, và nó thuộc về nhóm loài có hoa lớn nhất trong số các thực vật mọng nước.

## Phát sinh chủng loài
Nghiên cứu phát sinh chủng loài của Surveswaran và ctv. (2009), Bruyns và ctv. (2015), Meve và ctv. (2017) cho thấy Ceropegia như định nghĩa tới thời điểm đó là cận ngành. Bruyns et al. (2017, 2018) đề xuất mở rộng Ceropegia để bao gồm toàn bộ các chi còn lại. Nếu điều này được chấp nhận thì chi Ceropegia nghĩa rộng là đơn ngành sẽ bao gồm khoảng 717 loài đã biết và việc sử dụng các chi pha tạp là không cần thiết.